# اس‌ئی‌جی پلازا
اس‌ئی‌جی پلازا (انگلیسی: SEG Plaza) ساختمان اداری ۷۲ طبقه مستقر در شهر شنژن، گوانگ‌دونگ، چین است، که در سال ۲۰۰۰ احداث گردید.